# Saxifraga cebennensis
Saxifrage des Cévennes, Saxifrage des Causses
Espèce
La Saxifrage des Cévennes ou Saxifrage des Causses (Saxifraga cebennensis) est une espèce de plantes vivaces de la famille des Saxifragacées.